# Entroncamento
Entroncamento là một huyện thuộc tỉnh Santarém, Bồ Đào Nha. Huyện này có diện tích 14 km², dân số thời điểm năm 2001 là 18174 người.